# 東北町立東北小学校
東北町立東北小学校（とうほくちょうりつ とうほくしょうがっこう）は、青森県上北郡東北町にある公立小学校。

## 概要
- 本校は、蛯沢・千曳・水喰の3小学校が統合され、設立された学校である[1]。なお、校舎は、蛯沢小学校の校舎を使用する。
- 第1期生は、蛯沢・千曳・水喰の各小学校から転籍した2年生～6年生児童233名と新入生（1年生）52名の計285名[2]。

## 沿革
- 2018年（平成30年）
  - 7月 - 校舎改築（機械設備）工事着工[3]。
  - 12月6日 - 東北町教育委員会により、東北小学校の校歌と校章が公表された[4]。
- 2019年（平成31年）
  - 2月 - 校舎改築（機械設備）工事完了[3]。
  - 4月1日 - 開校。
  - 4月9日 - 開校式と第1回入学式挙行。
- 2020年（令和2年）3月 - 第1回卒業式挙行[5]。

## アクセス
- 東北町民バス「東北小」バス停から、徒歩260m・約4分。
- 青い森鉄道青い森鉄道線乙供駅から、
  - 徒歩で約1.5km・約24分（最短ルートを移動した場合）。
  - 車で約1.6km・約3分。
- 東北町役場東北庁舎から、
  - 上述の町民バスで、「コミセン」バス停（町役場東北分庁舎前）から「東北小」バス停まで2分、下車後徒歩。
  - 徒歩で、約890m・約14分。
  - 車で、約890m・約1分。
- 上北自動車道東北ICから、車で約9.5km・約15分。

## 周辺
- 東北町立東北中学校 - 主な進学先で、敷地が隣接。
- 国道394号
- 東北町役場東北分庁舎（旧:東北町役場）
- 総合運動公園